# 해군 정밀도 광학 간섭계
해군 정밀도 광학 간섭계(Navy Precision Optical Interferometer, NPOI)는 미국해군천문대와 미국 해군 부속 연구기관에서 운영하는 광학 간섭계로 애리조나주의 앤더슨 메사 지형에 있다.

## 같이 보기
- 가시광선 및 적외선 파장 천문간섭계 목록